# Stark Bridge
Die Stark Bridge (auch: Stark Covered Bridge, New Hampshire Covered Bridge No. 37) ist eine überdachte Brücke in Stark im Norden New Hampshires. Sie führt über den Upper Ammonoosuc River und verbindet die durch Stark führende NH110 mit einer Gemeindestraße am Nordufer des Flusses.

## Geschichte
Die Brücke wurde 1853 oder 1862 als Nachfolgebau einer zuvor stromauf bestehenden Schwimmbrücke erbaut. Bei einem Frühjahrshochwasser 1890 (einer anderen Angabe nach 1895) wurde die Brücke von ihrer Bettung gerissen und fortgespült, jedoch nicht zerstört. Die erhalten gebliebene Konstruktion wurde zurücktransportiert und wieder auf den reparierten Sockeln eingebaut. Dabei wurde die Konstruktion durch den Einbau zusätzlicher, lamellierter Bögen verstärkt und der zuvor vorhandene Mittelpfeiler weggelassen. Damit sollte die Gefährdung der Brücke durch Hochwasser verringert werden. Die Brücke blieb unverändert, bis die Bögen 1938 repariert werden mussten. Danach begann sie sich zu senken. 1946 wurde ein provisorischer Mittelpfeiler aus Holz installiert, ehe die Brücke 1954 umfassender überarbeitet wurde. Die Bögen wurden wieder entfernt, ein Mittelpfeiler aus Beton errichtet und versteckte Stahlträger zur Verstärkung eingezogen. Danach war die Brücke bis mindestens 1980 für 15 Tonnen freigegeben, was ihre Wichtigkeit als Verkehrsverbindung bis in diese Zeit unterstreicht, da die meisten anderen überdachten Brücken New Hampshires zur gleichen Zeit nur für sechs oder acht Tonnen zugelassen waren. Dennoch sollte die Brücke in den 1950er Jahren durch eine Stahlbrücke ersetzt werden. Nach Protesten von Liebhabern der überdachten Brücken und Künstlern wurde die Brücke jedoch belassen und mit Staatshilfe restauriert. 1982 wurde das Dach erneuert, nachdem es im Vorjahr von Langholztransportern beschädigt worden war, und ein Jahr später, durch den Staat von New Hampshire, die Unterseite repariert.
1980 wurde die Stark Covered Bridge in das National Register of Historic Places aufgenommen.

## Bedeutung
Zur Eintragung in das Register wurde die Relevanz der Brücke untersucht. Dazu trug zu dem Zeitpunkt bei, dass es sich um ein wichtiges Beispiel einer unpatentierten regionalen Abwandlung dieses Konstruktionstyps handelte, neben Brücken gleichen Typs in Groveton und Lancaster in der Nähe sowie weiteren Brücken in Carroll County in New Hampshire und Oxford County in Maine. Die Brücke verdankte ihre Existenz den Enthusiasten, die den Staat davon überzeugt hatten, es handele sich um eine Brücke von historischem Wert und eine Attraktion für den Staat. Die Brücke war ein beliebtes Motiv für Kalender, Gemälde, Photographien, ein Haltepunkt für Touristenzüge und für Veranstaltungen. Infolgedessen blieb sie erhalten, obwohl Stark beschlossen hatte, sie durch eine Stahlbrücke zu ersetzen.

## Eigenschaften
Die Brücke hat eine Spannweite von 40,9 Metern mit zwei Feldern á 61 18,7 Metern. Die Breite beträgt 9 Meter, davon sind 4,9 Meter Fahrbahn. In der Mitte des Zufahrtbogens ist sie 3,6 Meter hoch, über den Gehsteigen auf beiden Seiten der Fahrbahn 2,3 Meter. Das zulässige Befahrungsgewicht war 1994 auf 10 Tonnen verringert worden. Es handelt sich um eine sogenannte Paddleford-Brücke, eine regionale Ausprägung einer Fachwerkbrücke. Dieser Typ wurde von Peter Paddleford aus Littleton aus einem bestehenden, patentierten Typ (Long Truss) entwickelt, jedoch nicht patentiert. Wie die meisten anderen Brücken dieses Typs wurde sie mit nachträglich eingezogenen Bögen verstärkt, was auf einen konstruktiven, jedoch korrigierbaren Schwachpunkt dieser Konstruktion hindeutet. Anders als bei anderen Brücke wurden bei der Brücke in Stark die Bögen wieder entfernt, nachdem die Konstruktion anderweitig verstärkt worden war, so dass die Brücke im Aussehen wieder dem Originaltypus entspricht.